# ايرو فودوتشودي

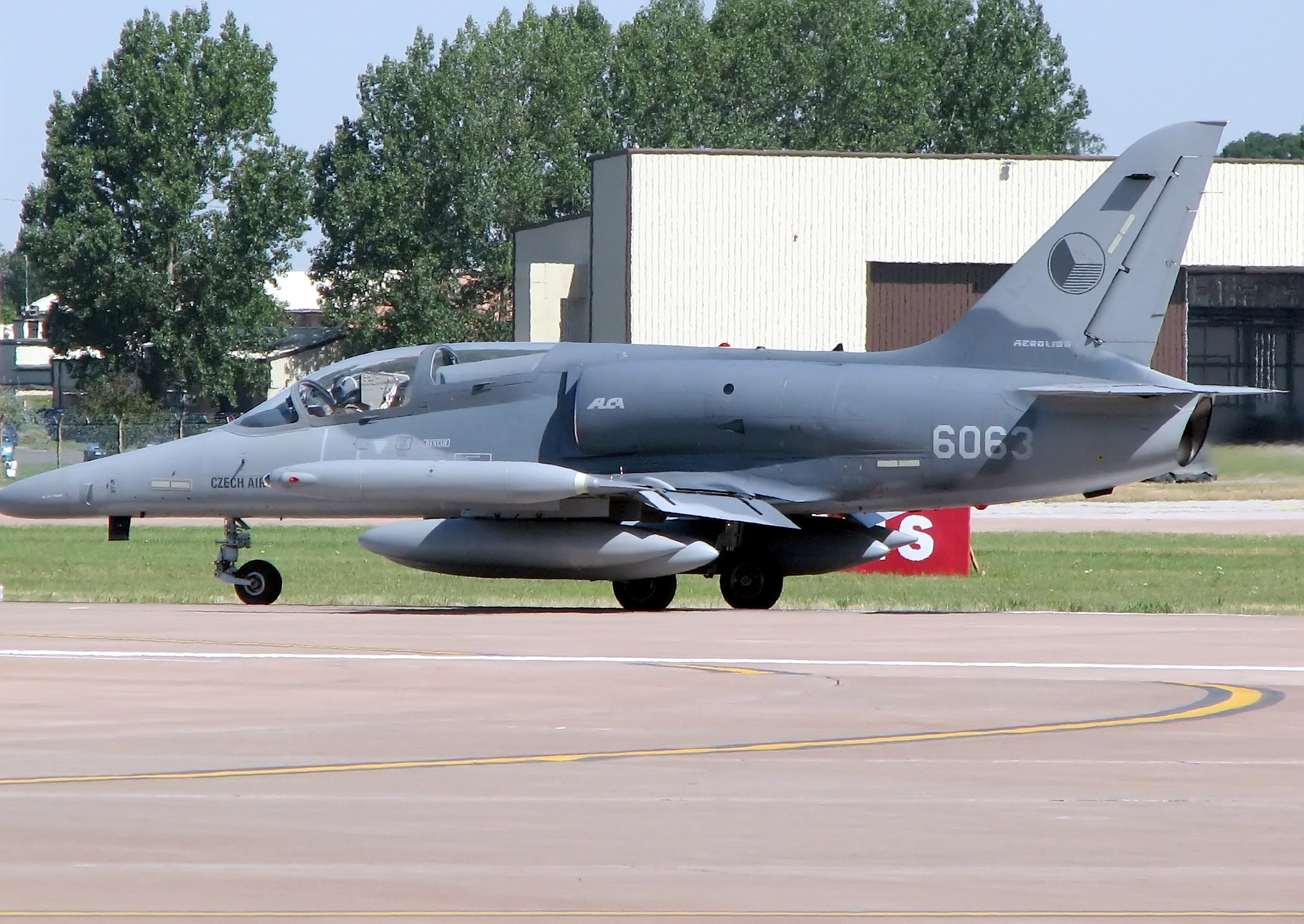
آرو فودوتشودي اٍل-159 ألكا طائرة مقاتلة خفيفة متطورة

آرو فودوتشودي (بالإنجليزية: Aero Vodochody)‏ هي شركة اٍنتاج طائرات تشيكية (و تشيكوسلوفاكيا) نشطة منذ عام 1919 اشتهرت باٍنتاج آيرو إل-29 دلفين، آرو إل-39 ألباتروس، إل-59 سوبر ألباتروس وآيرو إل-159 ألكا.

## وصلات خارجية
- الموقع الإلكتروني